# よみうりテレビ制作土曜7時枠連続ドラマ
よみうりテレビ制作土曜7時枠連続ドラマ（よみうりテレビせいさくどようしちじわくれんぞくドラマ）は、1959年10月3日～1967年3月25日および1983年1月22日～1984年2月25日の2期に渡って、よみうりテレビ制作・日本テレビ系列の土曜19時00分 - 19時30分（JST）に放送されたテレビドラマの枠である。
なお中断中に放送されたアニメ（およびバラエティ番組）については、

## 歴史
- まず1959年10月3日に、それまで土曜13:00で放送されていた大塚製薬一社提供・大村崑主演の上方コメディ『頓馬天狗』を移動して開始、以後おおむね時代劇（希に現代劇など）を大塚製薬提供で継続、『琴姫七変化』などのヒット作が生まれた。
- だが『噂の錦四郎』継続中の1964年1月に、アニメ『鉄腕アトム』（フジテレビ系列）が裏に移動するや、たちまち人気は減退、1967年3月25日終了の『武田信玄』をもってドラマは中断、以後は長期に渡って、アニメやバラエティが継続する。
- それから15年9ヶ月後、アニメ『一ッ星家のウルトラ婆さん』の打ち切りに伴い、東宝制作のアクションドラマを放送、やがてプロ野球中継で度々中断して人気は低下し、1984年2月25日終了の『青春はみだし刑事』で事実上終了した。

## 作品リスト

### 第1期
- 頓馬天狗（1959年10月3日～1960年12月24日） - 土曜13:00より移動。
- 琴姫七変化（1960年12月31日～1962年12月29日）
- うちのママ姉ちゃん（1963年1月5日～9月28日）
- 噂の錦四郎（1963年10月5日～1965年3月27日）
- 若いいのち（1965年4月3日～9月25日）
- 009!!大あばれ、とんま天狗（1965年10月2日～1966年6月25日）
- 武田信玄（1966年7月2日～1967年3月25日）

### 第2期
- 魔拳!カンフーチェン（1983年1月22日～3月26日）
- 激闘!カンフーチェン（1983年4月2日～9月3日） - この後プロ野球中継&期首特番を放送。
- 青春はみだし刑事（1983年10月22日～1984年2月25日）

## 参考資料
- キー局番組編成変遷ひょ～
- テレビドラマデータベース